# Falzifikovatelnost

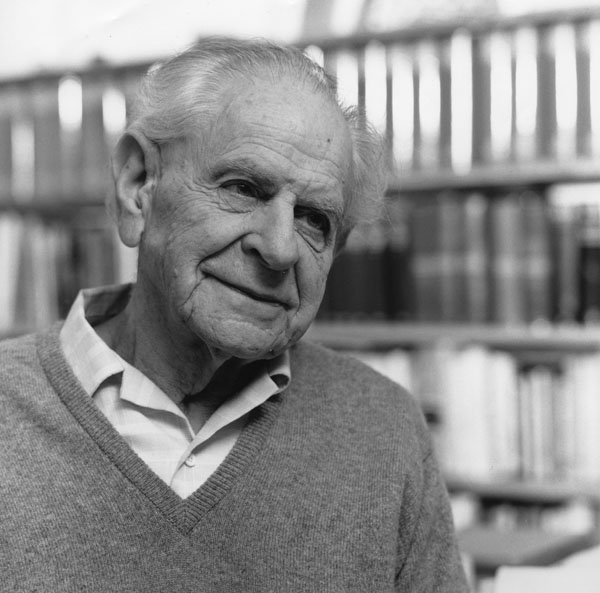
Karl Popper

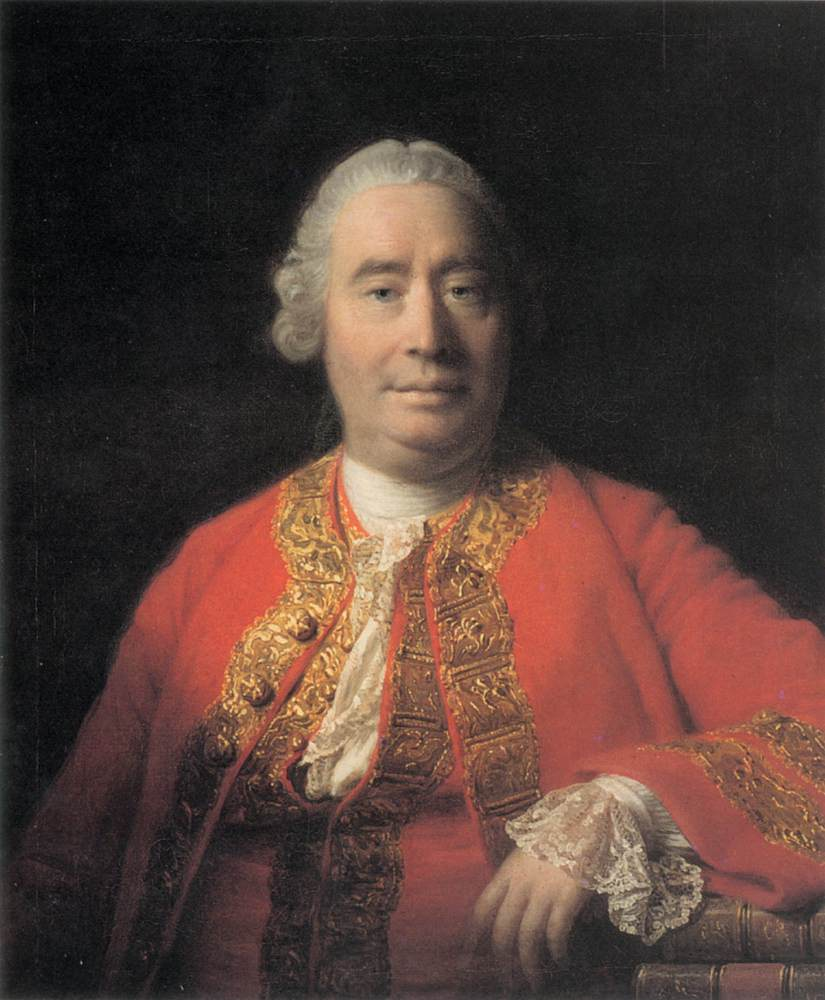
David Hume

Falzifikovatelnost (častěji vyvratitelnost nebo zpochybnitelnost) je ve filosofii vědy vlastnost takového tvrzení, hypotézy nebo teorie, které je principiálně možné vyvrátit, například experimentem. Jinak řečeno, tvrzení nebo teorie je falzifikovatelná tehdy, pokud víme, jak by se dala vyvrátit čili negovat. Teorie, kterou experimenty potvrzují, sice platí, ale jen dokud ji nějaký experiment nevyvrátí. Problémem falzifikovatelnosti se především zabýval rakouský filozof kritického racionalismu Karl R. Popper, který zdůraznil, že žádný počet pokusných potvrzení nemůže vědeckou teorii definitivně dokázat. Na rozdíl od verifikace, která je vždy jen částečná, pouze falzifikace může být definitivní.
Ve skutečnosti se jedná o podmínku testovatelnosti a vyvratitelnosti hypotéz a teorií. Princip, který takto formuloval, se podle něj nazývá Popperova břitva – „Vědecké teorie jsou ověřitelné. Ověřitelné teorie je možné na základě ověřovacího postupu zamítnout (a nahradit teoriemi jinými).“

## Kritérium demarkace
Popper považuje za centrální problém filosofie vědy problematiku demarkace tj. otázku rozlišování mezi vědou a pseudovědou. Podle Poppera mezi pseudovědy nebo pavědy patří celá řada „věd“, mezi jinými metafyzika, psychoanalýza a ideologie marxismu. Místo verifikace, která předpokládá, že vědecká teorie se ověřuje, tj. verifikuje experimenty a teorie platí, pokud ji experimenty potvrzují, kritériem demarkace Popper zavádí podmínku falzifikovatelnosti. Tvrdí, že problém verifikace spočívá v tom, že nelze jednoznačně a definitivě dokázat pravdivost obecného tvrzení v případě nekonečné množiny objektů. Verifikace a falzifikovatelnost jsou asymetrické, protože ani velký počet empirických potvrzení nemusí nutně dokázat pravdivost teorie, kdežto jediný opačný důkaz může celou teorii vyvrátit.  Teorie, které žádnou možnost vyvrácení nepřipouštějí, nejsou tedy vědecké. Empirická věda tak může postupovat jen „pokusy a omyly“ a jen falzifikace mylných teorií znamenají skutečný pokrok vědeckého poznání.

## Problém indukce
Protože až dosud každý den ráno Slunce vyšlo, počítáme samozřejmě s tím, že vyjde i zítra a za rok. Z opakované zkušenosti tak usuzujeme, čili indukujeme, že se bude opakovat i v budoucnosti. Tak si pokrok empirických věd představoval například jeden z jejich prvních teoretiků Francis Bacon. Jinak řečeno, indukce nebo generalizace představuje způsob usuzování od konkrétních případů k obecnému závěru. Tento závěr však přísně vzato neplatí. Po dlouhá staletí lidé znali jen bílé labutě a mohli se tedy domnívat, že každá labuť je nutně bílá. Teprve když se v Austrálii objevily černé labutě, byla tato teorie vyvrácena.
V matematice se při dokazování obecných tvrzení pro nekonečnou množinu případů (např. věty o nekonečných řadách) rozlišuje mezi indukcí úplnou a neúplnou. Úplná indukce obvykle postupuje ve třech krocích:
1. všechny případy uspořádá a očísluje pořadovým číslem n;
2. dokáže, že věta či teorie platí pro n = 1;
3. dokáže, že pokud věta platí pro nějaké n, nutně platí i pro případ n+1.

Naproti tomu neúplná indukce dokáže platnost věty pro omezený počet případů a z toho (neprávem) vyvozuje, že platí pro všechny.
Pochyby o platnosti této neúplné indukce vyslovil už anglický filosof David Hume (1711–1776) nebo německý biolog August Weismann (1834–1914) a americký vědec a filosof C. S. Peirce (1839–1914) zavedl pojem falibilismus. Pro Karla Poppera byl podnětem k rozvinutí této myšlenky Einsteinův objev teorie relativity. Ten totiž nejen zpochybnil mnohokrát potvrzenou Newtonovu teorii, která umožnila i množství netriviálních předpovědí, ale sám Einstein výslovně vyzýval své kolegy fyziky, aby navrhovali experimenty, jež by jeho teorii mohly vyvrátit. Tím už naznačil směr uvažování, kterým se Popper vydal.
Naopak dedukce znamená usuzování od obecného k jednotlivým případům, ale s podmínkou dodržování už stanovených logických pravidel a Popper sám tvrdil, že věda je deduktivním procesem formulování hypotéz a jejich testováním, nikoliv procesem induktivním.

## Popperův kritický realismus
Karl Popper prohlásil, že jakýkoli počet důkazů svědčících ve prospěch tvrzení je nemůže jednoznačně dokázat, zatímco k jejímu vyvrácení stačí důkaz jediný. V knize Logika vědeckého bádání (v originále Logik der Forschung) z roku 1934 představil svoji teorii falzifikovatelnosti jako rozhodujícího kritéria vědeckých teorií. Odmítl tím teorii verifikace, kterou se zabýval logický pozitivismus, protože každé empirické potvrzení teorie je sice pro vědeckou praxi významné, z povahy věci je ale vždy jen předběžné. Jediné definitivně platné rozhodnutí o vědecké teorii může být pouze její vyvrácení, které vědce nutí hledat jinou a lepší teorii. Popper ale současně odmítá i radikální empirismus, který podceňuje význam teorií a domnívá se, že vědecký pokrok může spočívat v samotném pozorování a hromadění empirických faktů. Jenže soustavná vědecká práce a tím i vědecký pokrok nutně potřebuje teorie, bez nichž by experimentátor nemohl vědět, co má měřit a na co své experimenty zaměřovat.
Nová hypotéza je vytvořena proto, aby vysvětlila nějaký pozorovaný jev nebo skupinu jevů. Jestliže je technicky možné najít důkaz její neplatnosti, lze považovat tuto teorii za ověřitelnou a dokud takový důkaz není skutečně nalezen, lze také považovat tuto teorii za platnou.
Důležitější než samotná teorie jsou předpovědi, které z ní vyplývají, neboť právě předpovědi je možné ověřovat. Například z teorie „smog je škodlivý“ vyplývá ověřitelná předpověď, že u lidí pobývajících ve smogu bude větší výskyt nemocí než u kontrolního vzorku lidí v čistém ovzduší. Potvrzení tohoto úsudku o počtu nemocí nepřímo ukazuje na platnost samotné teorie o smogu.
Popperovo pojetí není relativistické ani skeptické a nezpochybňuje význam ani platnost vědeckých výsledků, silně však zdůrazňuje otevřenost vědy a její vždy kritickou povahu. V pozdějším díle Popper také vysvětlil, proč dává přednost falzifikaci před verifikací. Obával se totiž, že nezpochybnitelnost vědeckých výroků by mohla v budoucnu vést k podobným neštěstím, jako byl holokaust. Jakmile by totiž byla nějaká vědecká teorie definitivně verifikována, stala by se z vědeckého hlediska imunní vůči vší kritice. Nahrazení verifikace falzifikací naopak potvrzuje neustálou možnost, že se dotyčná vědecká teorie ukáže jako chybná.

## Pojem falzifikace
Pro svůj postup zvolil Popper slovo falzifikace, odvozené od latinského falsus (klamný, podvodný) a facere (činit, konat). Znamenalo tedy původně falšování, padělání, podvrh, jenže už ve starší logice znamenalo také vyvrácení výroku čili krok, který daný výrok ukázal jako chybný, falešný. Je opakem verifikace (lat. verus = pravý, facere = činit), což znamená potvrzení, ověření správnosti výroku nebo předpokladu. František Koukolík ovšem uvádí, že „falzifikovatelnost teorie“ je chybné označení vzniklé překladem z angličtiny, kde je významový rozdíl mezi verify (ověřit) a falsify (zamítnout).
Metoda falzifikace aplikuje „modus tollens“ (z popření důsledku se usuzuje na popření hypotézy) na teorii poznání. Jejím úkolem je vyvrátit výchozí obecné tvrzení tím, že potvrdí pravdivost jednoho z tvrzení potenciálních falzifikátorů. Podstatný rozdíl či asymetrie mezi falzifikací a verifikací spočívá v tom, že zatím co k vyvrácení stačí jediný důkaz, ani sebevětší počet empirických potvrzení nestačí jako konečný důkaz pravdivosti tvrzení.

## Kritika Popperovy falzifikovatelnosti
Americký historik vědy T. S. Kuhn v knize „Struktura vědeckých revolucí“ ukázal, že vývoj vědy probíhá v cyklech. Soustavnou vědeckou prací, vytvářením teorií a jejich empirickým i logickým ověřováním vzniká základní vědecké „paradigma“, obecně přijatý výklad skutečnosti. To Kuhn nazývá kumulativní fází. Dříve či později se však objeví i pokusné výsledky, které daná teorie nedovede vysvětlit. Když se jich nahromadí dostatečné množství, nastává krize paradigmatu, které je pozvolna zpochybněno a vědci musí hledat jiné, lepší paradigma. Příkladem může být přechod od geocentrického k heliocentrickému systému v 16. století. Kuhn kritizuje Popperův "naivní falsifikacionismus", který se soustředil na období krize paradigmatu, kdy empirické výsledky zpochybňují platné paradigma, a přehlíží období jeho vzniku, kdy empirická potvrzení naopak paradigma postupně budují a „verifikují“. Naopak interpretace experimentu, který podle Poppera přijatou teorii vyvrací, je sama také falzifikovatelná, takže vyvracení teorie je ve skutečnosti složitý proces postupného převažování a budování nového „paradigmatu“.
Na Kuhna navázal maďarský matematik a filosof Imre Lakatos, který ukázal, že ke skutečnému opuštění staré teorie nedochází na základě nějakého experimentu, nýbrž až ve chvíli, kdy je nová teorie dostatečně vybudována a ověřena empiricky. Věda se totiž bez nějakého „paradigmatu“ neobejde a obhájci staré teorie se jejímu vyvrácení dovedou účinně bránit.

## Hypoteticko-deduktivní metoda
Popper ve své knize Logika vědeckého zkoumání navrhuje místo indukce deduktivní metodu falzifikace vědeckých hypotéz (hypoteticko-deduktivní metoda). Falzifikace je pro něj jediným logickým argumentem sloužícím pro přechod k nové hypotéze. Hypoteticko-deduktivní metoda, jejímž základem je podle Poppera právě falzifikace, má tři fáze:
1. Hypotetická fáze – formulace domněnky ve formě hypotézy, kterou lze falzifikovat
2. Deduktivní fáze – logické odvození důsledků z této hypotézy (v souladu s ostatními tvrzeními dané disciplíny)
3. Konfrontace – srovnání faktů pozorování s danými odvozenými důsledky. Hlavním cílem této fáze je opět falzifikace původně přijaté hypotézy (možnost shody odvozených důsledků s pozorováním je banální a Popper se jí nezabývá).

## Falzifikace vs. empirismus
Východiskem poznání podle Poppera je vždy problém nebo problematická situace. „V tomto ohledu se Popper staví proti pozitivistickému pojetí vědy, proti empirismu, který vychází z toho, že východiskem vždy je naše smyslové vnímání či smyslové pozorování. To je podle Poppera nesprávné, protože nemůžeme pozorovat, dokud neexistuje problém: bez problému není pozorování.“

## Metoda pokus-omyl
Podle H. Kubátové je život pro Poppera řešení problému.
1. Používá zdravý lidský rozum: metoda pokusu a omylu
2. Trojstupňové schéma:
  - i. problém (ten vznikne, nastane-li nějaká porucha v očekávání)
  - ii. pokus o řešení (pokusy vyřešit problém)
  - iii. eliminace (vylučování) neúspěšných řešitelských pokusů
3. Problém je jeden, ale pokusů o řešení může být mnoho (pluralistické schéma)

### Čtyřstupňové schéma
1. starší problém
2. pokusné tvoření teorií
3. eliminační pokusy prostřednictvím kritické diskuze, včetně experimentálního přezkoumání
4. nové problémy, které vyplývají z kritické diskuze o našich teoriích.[10]

## Příklad
Praktickým příkladem ze současnosti může být neoprávněná generalizace ohledně povahy Romů. Obecně se o nich říká, že jsou líní, nepracují, kradou atd. To lze jistě verifikovat, protože určité procento Romů (podobně jako většinové společnosti) se tak skutečně chová. Induktivní zobecnění na „všechny Romy“ však může falzifikovat čili vyvrátit jediný slušný, poctivý, vzdělaný atd. Rom.
Jeden příklad rozdílu mezi vědou a pseudovědou je obecná teorie relativity a psychoanalýza. Podle principu falzifikovatelnosti obecná relativita je věda a psychoanalýza pseudověda kvůli tomu, že teorie obecné relativity není kompletní a spočívá na předpokladech, které lze experimentálně falzifikovat. Naopak psychoanalýza patří mezi pseudovědy, protože její teorie jsou teoreticky vždy schopné vysvětlit každou možnou observaci, ale vůbec nenechávají možnost falzifikace.

#### Anglicky
- CALDWELL B. J., "Clarifying Popper," Journal of Economic Literature, vol. 29, no. 1, pp. 1–33, Mar. 1991.http://www.jstor.org/stable/2727352.
- HANSSON Sven. Ove., "Science and Pseudo-Science," The Stanford Encyclopedia of Philosophy, 2015. http://plato.stanford.edu/entries/pseudo-science/.
- "Philosophy and rhetoric of science," 2012. http://www.rhetinfo.com/uploads/7/0/4/3/7043482/philosophy_and_rhetoric_of_science.pdf Archivováno 3. 3. 2016 na Wayback Machine.
- "Karl Popper: Philosophy of Science," Internet encyclopedia of philosophy. http://www.iep.utm.edu/pop-sci/.
- POPPER Karl, The logic of scientific discovery. New York, NY, United States: Taylor & Francis, 2014. http://strangebeautiful.com/other-texts/popper-logic-scientific-discovery.pdf Archivováno 30. 11. 2016 na Wayback Machine..
- THORNTON S., "Karl Popper," The Stanford Encyclopedia of Philosophy, 2016. http://plato.stanford.edu/entries/popper/.
- VICKERS J., "The problem of induction," The Stanford Encyclopedia of Philosophy, 2016. http://plato.stanford.edu/entries/induction-problem/.